# Clube Desportivo Feirense
O Clube Desportivo Feirense é um clube de Portugal, da cidade de Santa Maria da Feira, que milita na Segunda Liga Portuguesa.
Atualmente o clube tem como principal modalidade o Futebol, mantendo ainda como modalidades o Futebol Formação, Futebol Feminino, a Natação, o Andebol, a Ginástica, o Judo, o Ciclismo, o Cicloturismo, o Basebol, o Atletismo e os E-Sports.

## Futebol

### Palmarés[2]
- Participações na 1ª Divisão: 7 (1962/63, 1977/78, 1989/90, 2011/12, 2016-2019)
- 1 Campeonato Nacional da 2ª Divisão B:  2002/03
- Campeonato Nacional da 2ª Divisão - Zona Norte: 1961/62 (Vice-Campeão)
- Campeonato Nacional da 2ª Divisão - Zona Centro: 1976/77 (Vice-Campeão), 1988/89 (3º Colocado)
- Campeonatos Distritais de Aveiro: 1959/60, 1965/66, 1967/68

### Participações[3]
| Escalão              | Nº Presenças | Títulos | Melhor Classificação |
| I                    | 7            | 0       | 8º                   |
| II                   | 25           | 0       | 2º                   |
| III                  | 23           | 1       | 1º                   |
| IV                   | 13           | 0       | -                    |
| V                    | -            | -       | -                    |
| VI                   | -            | -       | -                    |
| VII                  | -            | -       | -                    |
| Taça de Portugal     | 53           | 0       | -                    |
| Taça da Liga         | 14           | 0       | -                    |
| inclui época 2015/16 |              |         |                      |

### Curiosidades[4]

#### Liga Portuguesa
|                      |     | Temporada           |
| -------------------- | --- | ------------------- |
| Melhor Classificação | 8º  | 2016/17             |
| Pior Classificação   | 18º | (1989/90),(2018/19) |

#### 2ª Liga / Liga de Honra
|                      |     | Temporada                  |
| -------------------- | --- | -------------------------- |
| Melhor Classificação | 2º  | (2010/11), (2015/16)       |
| Pior Classificação   | 16º | (1992/93,1998/99, 2023/24) |

#### Taça de Portugal
|                      |           | Temporada |
| -------------------- | --------- | --------- |
| Melhor Classificação | 1/2 Final | 1990/91   |

#### Taça da Liga
|                      |                 | Temporada                 |
| -------------------- | --------------- | ------------------------- |
| Melhor Classificação | 1ª Eliminatória | 2007/08; 2008/09; 2009/10 |
|                      | Fase 1          | 2010/11                   |

## Equipamentos

### Equipamentos anteriores
- 2015-16
- 1º - Camisola azul, calção branco e meias azuis;
- 2º - Camisola branca, calção azul e meias brancas.

| Equipamento casa | Equipamento fora |  |